# Delosperma grantiae
Delosperma grantiae är en isörtsväxtart som beskrevs av L. Bol.. Delosperma grantiae ingår i släktet Delosperma, och familjen isörtsväxter. Inga underarter finns listade i Catalogue of Life.